# التصوير بالمدى الديناميكي العالي

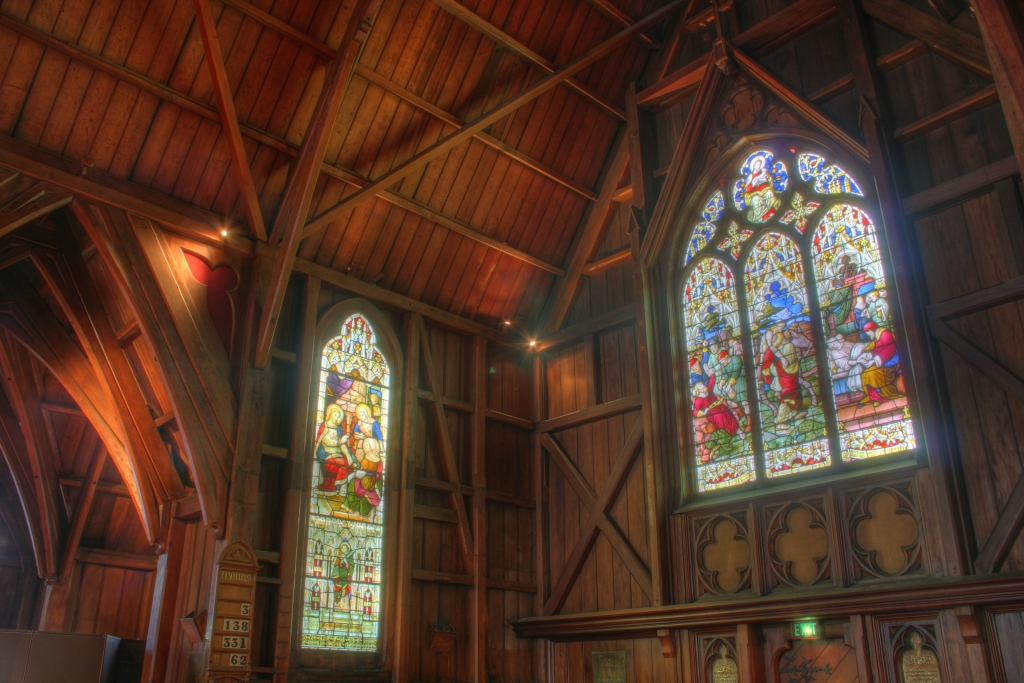
صورة عالية المدى الديناميكي لكنيسة سانت بول، ويلينغتون، نيوزيلاندا

التصوير بالمدى الديناميكي العالي (اختصارًا HDR) في جرافيكس الكمبيوتر وصناعة السينما، هي مجموعة من التقنيات تدمج مجموعة من الصور (اثنين أو أكثر) المتعرضة للضوء بشكل مختلف عن بعضها وتختلف النتيجة النهائية عن التصوير الرقمي العادي (الصور المرفقة توضح هذه التقنية بشكل كبير).
للتبسيط: تستطيع العين البشرية مشاهدة مجموعة من الألوان لا تستطيع الكاميرات التقاطها، لذلك يستخدم البعض تقنية الصور العالية الديناميكية لتقريب الصور الملتقطة من الألوان الواقعية.

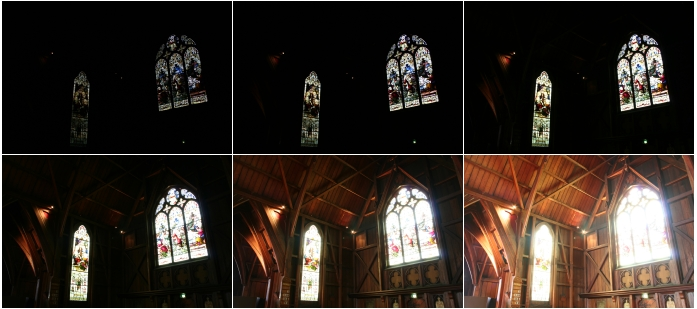
صورة تعرضت ست مرات للضوء بنسب مختلفة وتم عمل الصورة السابقة من هذه المجموعة من الست صور

بالنسبة للكثير، يعتبر جورج وارد المؤسس للملفات من نوعية عالية المدى الديناميكي. بينما يعد بول ديبيفيك الرائد في استخدام هذه التقنية على جرافيكس الكمبيوتر، حيث يعتبر أول من قام بتطبيقها في جرافيكس الكمبيوتر لإنتاج صور ذات ألوان حقيقية.